# Sequência repetitiva (ADN)
No estudo de sequências de ADN, sequências repetitivas são conjuntos de nucleótidos que existem em cópias múltiplas ao longo do genoma de um ser vivo, em sequências curtas ou longas.
Podem-se distinguir dois tipos principais de sequências repetitivas:
- Repetições em tandem:
  - ADN satélite,
  - Minissatélites,
  - Microssatélites;
- Repetições intercaladas:
  - SINEs (de Short INterspersed Elements, em inglês),
  - LINEs (de Long INterspersed Elements, em inglês).

A maioria dos LINEs são LINE-1 e a maioria dos SINEs são ALUs.